# Đoni Božić
Đoni Božić (Zadar, 1960.) je hrvatski književnik iz Rijeke. Piše poeziju, prozu, književne osvrte, eseje. Radi kao zdravstveni djelatnik.
Objavio je zbirke poezije:
- Žuta kiša
- Znamen (nagrada Hrvatskog književnog i znanstvenog društva Rijeka, 1990.)
- Anđeli ostaju s nama
- U osi mističnog čeznuća
- Sjaj

Objavio je dva romana: 
- Marul Vrški
- Suza bijelog Hrobatosa

Član je Društva hrvatskih književnika. Član je uredništva i suradnik Književne Rijeke, časopisa za književnost i književne prosudbe.